# Claudina Cucchi
Claudina Cucchi (detta anche La Couqui; Monza, 6 marzo 1834 – Milano, 8 marzo 1913) è stata una ballerina italiana.

## Biografia
Di famiglia agiata, all'età di sette anni vide per la prima volta Fanny Cerrito, evento che la convinse a diventare una ballerina. Allieva di Carlo Blasis alla Scuola di Ballo del Teatro alla Scala, debuttò tredicenne al Teatro della Cannobiana. Di lei si innamorò il sessantenne conte Federico Strassoldo quand'ella aveva solo quindici anni. La famiglia Cucchi tuttavia riuscì a dissuaderlo, e il conte morì pochi anni dopo di malinconia.
Dotata di una buona elasticità, il suo stile era particolarmente elegante e grazioso. Fu ballerina emerita in numerose opere di Giovanni Casati, quali Vasco da Gama, L'orfanella, Edvige di Polonia e Shakespeare, quest'ultima il successo più grande della sua carriera. Apparve all'Opera di Parigi nel 1855 nel divertissement de I vespri siciliani di Giuseppe Verdi, e l'anno successivo in Le Corsaire di Joseph Mazilier. Nel 1864 fu tra le prime ballerine de La contessa d'Egmont di Giuseppe Rota, e l'anno dopo debuttò in Russia in Giselle di Marius Petipa, il quale la diresse anche in Caterina ed Esmeralda.
Per una tournée in Brasile le furono offerti 10.000 franchi al mese più viaggi e altri benefici, un trattamento che all'epoca si rivelò inferiore solo a quello della già nota Fanny Elssler. Sposò il conte Zemo.
Dopo il ritiro dalle scene si dedicò all'insegnamento. Scrisse le sue memorie nel suo Venti anni di palcoscenico. Morì in povertà al Pio Albergo Trivulzio di Milano, dopo aver scialacquato tutti i suoi averi.

## Opere
- Claudina Cucchi, Venti anni di palcoscenico; ricordi artistici, Roma, Voghera, 1904.